# Châtillon-en-Vendelais
Châtillon-en-Vendelais (bretonisch: Castellan-Gwened) ist eine französische Gemeinde im Département Ille-et-Vilaine in der Region Bretagne. Sie gehört zum Arrondissement Fougères-Vitré und zum Kanton Vitré. Die Gemeinde zählt 1738 Einwohner (Stand 1. Januar 2022).

## Geografie
Châtillon-en-Vendelais liegt auf einer Höhe zwischen 87 und 194 Meter über dem Meeresspiegel. Das Gemeindegebiet umfasst 32,03 km² und wird vom Fluss Cantache und seinem Zufluss Pérouse durchquert. Im Ort kreuzen sich die Départementsstraßen 24 und 108.

## Bevölkerungsentwicklung
| Jahr      | 1962 | 1968 | 1975 | 1982 | 1990 | 1999 | 2006 | 2017 |
| Einwohner | 1114 | 1168 | 1249 | 1394 | 1526 | 1551 | 1649 | 1679 |

## Sehenswürdigkeiten

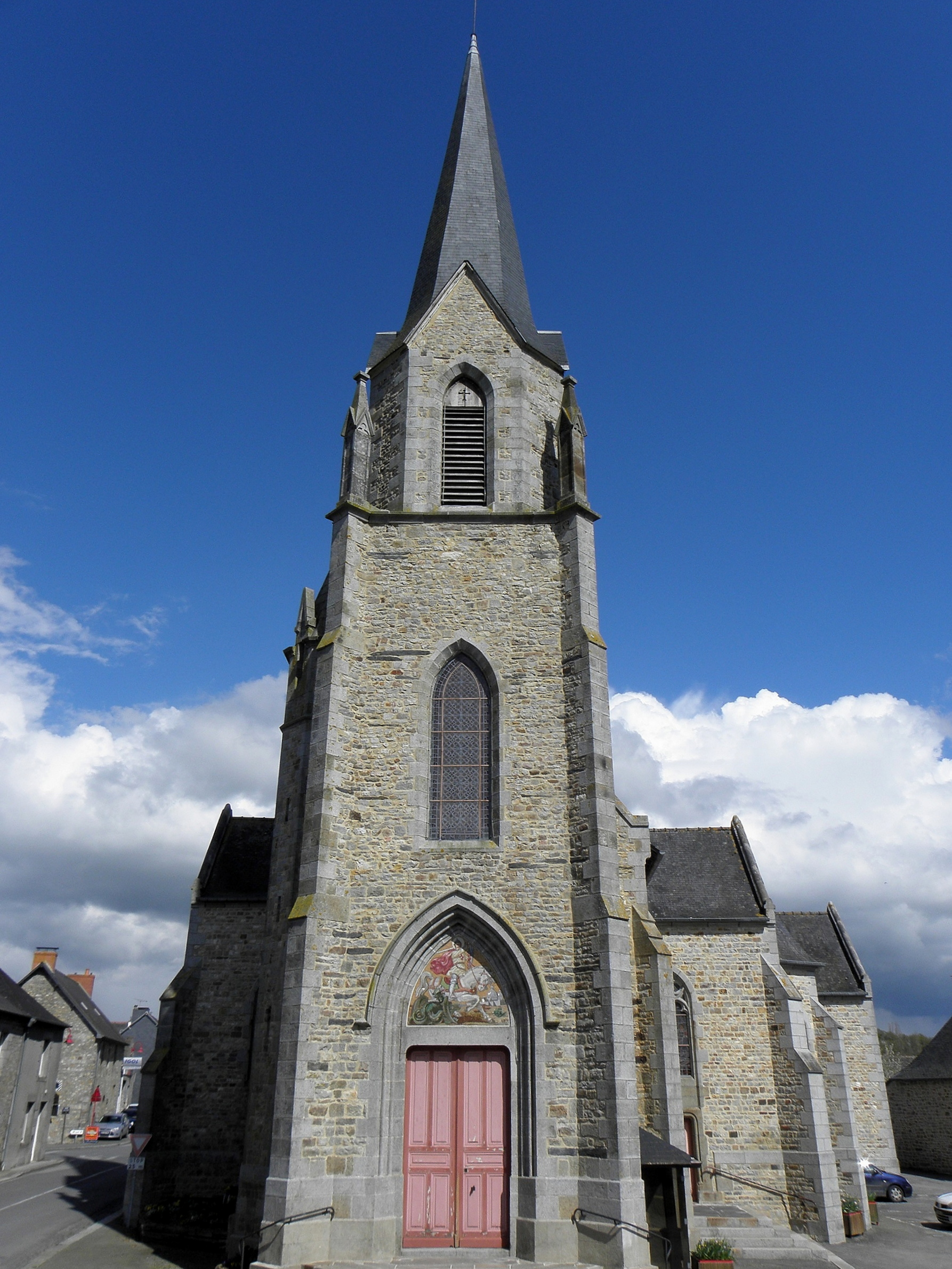
Turm der Kirche Saint-Georges

- Kirche Saint-Georges

## Gemeindepartnerschaften
Die Gemeinde unterhält eine Partnerschaft mit der Ortschaft Nismes in der Gemeinde Viroinval in Belgien.